# Смит, Бобби (баскетболист)
Роберт Джозеф Смит (англ. Robert Joseph Smith ; 20 августа 1937 года, Чарлстон, Западная Виргиния — 24 октября 2020 года, Нейплс, Флорида) — американский баскетболист, выступавший на позиции защитника.

## Биография
Уильямс родился и вырос в Чарлстоне, Западная Виргиния. В 1956 году поступил в Университет Западной Виргинии, выступал за университетскую баскетбольную команду. В то время её лидером был Хот-Род Хандли, которого Смит боготворил. С командой стал трёхкратным чемпионом Южной конференции, а в свой выпускной год достиг единственного в истории «Маунтинирс» финала NCAA, где проиграл «Калифорния Голден Бирс».
Смит был выбран под 18-м номером в 3-м раунде на драфте НБА 1959 года был выбран командой «Миннеаполис Лейкерс». Дебютировал 1 ноября в матче против «Сент-Луис Хокс», реализовав один из четырёх бросков. Лучший результат в карьере оформил 7 ноября, набрав 13 очко в игре с «Детройт Пистонс». В 1962 году покинул команду и завершил карьеру.
В 1963 году женился на Джин Билс. В 1965 году вернулся в Западную Виргинию, чтобы стать тренером баскетбольной команды старшей школы Джорджа К. Маршалла. В 1978 году вернулся в родной университет, чтобы стать ассистентом Гейла Кэтлета. В 1985 году покинул тренерский штаб, переехав с женой и двумя сыновьями в Нейплс, Флорида, где устроился брокером. Вышел на пенсию в 2013 году. Умер в 2020 году в возрасте 83 лет.

## Статистика

### Статистика в НБА
| Сезон                                                                                    | Команда     | Регулярный сезон | Регулярный сезон | Регулярный сезон | Регулярный сезон | Регулярный сезон | Регулярный сезон | Регулярный сезон | Регулярный сезон | Регулярный сезон | Регулярный сезон | Регулярный сезон | Серия плей-офф | Серия плей-офф | Серия плей-офф | Серия плей-офф | Серия плей-офф | Серия плей-офф | Серия плей-офф | Серия плей-офф | Серия плей-офф | Серия плей-офф | Серия плей-офф |
| Сезон                                                                                    | Команда     | GP               | GS               | MPG              | FG%              | 3P%              | FT%              | RPG              | APG              | SPG              | BPG              | PPG              | GP             | GS             | MPG            | FG%            | 3P%            | FT%            | RPG            | APG            | SPG            | BPG            | PPG            |
| ---------------------------------------------------------------------------------------- | ----------- | ---------------- | ---------------- | ---------------- | ---------------- | ---------------- | ---------------- | ---------------- | ---------------- | ---------------- | ---------------- | ---------------- | -------------- | -------------- | -------------- | -------------- | -------------- | -------------- | -------------- | -------------- | -------------- | -------------- | -------------- |
| 1959/60                                                                                  | Миннеаполис | 10               |                  | 13,0             | 24,1             |                  | 68,8             | 3,3              | 1,4              |                  |                  | 3,7              | Не участвовал  | Не участвовал  | Не участвовал  | Не участвовал  | Не участвовал  | Не участвовал  | Не участвовал  | Не участвовал  | Не участвовал  | Не участвовал  | Не участвовал  |
| 1961/62                                                                                  | Лейкерс     | 3                |                  | 2,3              | 0,0              |                  | -                | 0,0              | 0,0              |                  |                  | 0,0              | Не участвовал  | Не участвовал  | Не участвовал  | Не участвовал  | Не участвовал  | Не участвовал  | Не участвовал  | Не участвовал  | Не участвовал  | Не участвовал  | Не участвовал  |
|                                                                                          | Всего       | 13               |                  | 10,5             | 23,6             |                  | 68,8             | 2,5              | 1,1              |                  |                  | 2,8              | Не участвовал  | Не участвовал  | Не участвовал  | Не участвовал  | Не участвовал  | Не участвовал  | Не участвовал  | Не участвовал  | Не участвовал  | Не участвовал  | Не участвовал  |
| Наведите курсор мыши на аббревиатуры в заголовке таблицы, чтобы прочесть их расшифровку. |             |                  |                  |                  |                  |                  |                  |                  |                  |                  |                  |                  |                |                |                |                |                |                |                |                |                |                |                |